# Route nationale 368
Pour les articles homonymes, voir Route 368.
La route nationale 368 ou RN 368 est une ancienne route nationale française reliant Chaumes-en-Brie à la Ferté-sous-Jouarre, dans le département de Seine-et-Marne. En 1972, elle a été dévolue au département, et est devenue la route départementale 402 de Seine-et-Marne.
L'année suivante, la section de la route nationale 568 allant de l'entrée de Gignac-la-Nerthe (lieudit Bricard) aux Pennes-Mirabeau, dans les Bouches-du-Rhône, a été renumérotée RN 368. Ce tronçon a été à son tour dévolu au département en 2006, et est devenu la route départementale 368 des Bouches-du-Rhône.
Il n'existe plus actuellement de route nationale 368 en France.

## Ancien tracé n°1 de Chaumes-en-Brie à la Ferté-sous-Jouarre
- Chaumes-en-Brie (km 5)
- Pézarches (km 19)
- Mauperthuis (km 24)
- Coulommiers (km 33)
- Jouarre (km 47)
- La Ferté-sous-Jouarre (km 49)

Voir ce tracé sur GoogleMaps

## Ancien tracé n°2 de Bricard aux Pennes-Mirabeau
- RN 568 (lieudit Bricard) (km 0)
- Gignac-la-Nerthe (km 3)
- Les Pennes-Mirabeau (km 8)
- RN 113 (km 10)